# (32410) 2000 RH19
2000 RH19 (asteroide 32410) é um asteroide da cintura principal. Possui uma excentricidade de 0.07156450 e uma inclinação de 9.30481º.
Este asteroide foi descoberto no dia 1 de setembro de 2000 por LINEAR em Socorro.